# 1603 en France
Chronologie de la France
- 1599
- 1600
- 1601
- 1602
- 1603
- 1604
- 1605
- 1606
- 1607

## Événements
- Janvier : création d’office d’élus en Guyenne[1] (Rouergue, Quercy, Rivière-Verdun, Comminges, Agenais, Armagnac, Condomois et Lannes).

- 28 février : départ du roi pour la Lorraine[2].

- 14 mars : entrée du roi à Metz[3] où il choisit le 16 mars Montigny comme lieutenant du roi et son frère d’Arquien comme gouverneur de la citadelle de Metz en remplacement de Roger de Comminges, sieur de Saubole. Le duc d’Épernon conserve le gouvernement nominal de la Lorraine[4].

- 24 mars : Sully devient voyer particulier de Paris[5].

- 19 juin-12 juillet : ambassade de Sully en Angleterre pour négocier un traité d’alliance ; le 30 juin, il obtient du roi Jacques Ier qu’il continue à aider les Provinces-Unies contre l’Espagne et négocie avec le secrétaire d’État Robert Cecil le remboursement de la dette contractée par Henri IV auprès d’Élisabeth Ire. L’accord, approuvé par le roi de France le 19 juillet à Villers-Cotterêts, est ratifié par Jacques Ier 9 août (30 juillet du calendrier julien) à Hampton Court[6],[7].

- 20 juin : le roi passe sur le Pont Neuf, encore en travaux, à Paris ; la chaussée est achevée en 1607[8].

- 1er septembre : édit de Rouen, enregistré par le parlement de Paris le 2 janvier 1604. Le roi Henri IV autorise les Jésuites à rentrer en France[9],[10].
- 3 septembre : édit de fondation du collège jésuite de La Flèche[10].

- 6 novembre : Henri IV de France impose une taxe de 30 % sur les marchandises à l’import ou à l’export des pays de la monarchie espagnole[11].

- 16 décembre : Sully est nommé gouverneur du Poitou[5].

## Décès en 1603
- 23 février : François Viète, mathématicien.